# Milano–San Remo 1907
Milano-San Remo 1907 a fost prima ediție a cursei Milano–San Remo, o cursă ciclistă clasică de o zi organizată de La Gazzetta dello Sport în Italia. Evenimentul de o zi a avut loc la 14 aprilie 1907 și s-a întins pe 288 km de la Milano până la Sanremo. Câștigătorul cursei la care au participat 33 de cicliști a fost Lucien Petit-Breton din Franța. Cursa a început la ora 4 dimineață.
33 de cicliști au parcurs cei 288 km, începând la ora 4 dimineața.

## Organizare
Eugenio Costamagna (director al La Gazzetta dello Sport) a fost omul cu viziunea. După ce a fost abordat de Unione Sportiva Sanremese cu ideea de a încheia o cursă de ciclism în San Remo, Costamagna a decis ca punctul de plecare să fie Milano, conectând astfel centrul industriei ciclismului italian cu centrul turismului. A fost decis un traseu care includea Passo di Turchino, iar Costamagna habar nu avea dacă traseul era posibil din punct de vedere uman. El a invitat cicliști de top ai vremii să testeze traseul în ediția din 1907 a cursei. Regulile cursei au făcut ca evenimentul să fie și mai dificil; nu era permisă schimbarea bicicletelor, nici aprovizionarea sau accesoriile și nici sprijinul echipei.

## Cursa
62 de cicliști s-au înscris la cursă, dar la ora 4 dimineața pe 14 aprilie 1907 era frig și vânt și doar 33 de cicliști au pornit la drum.
După 90 km de cursă, Giovanni Gerbi, supranumit „diavolul roșu”, a atacat grupul de frunte prin ninsoare pe urcarea Turchino, câștigând 3 minute până la vârf. A fost prins de Gustave Garrigou în Savona. Gerbi a decis să ajute echipa și l-a așteptat pe coechipierul său de la Bianchi, Lucien Petit-Breton. Cei trei au intrat împreună la periferia orașului San Remo. Gerbi l-a împiedicat apoi pe Garrigou, permițându-i lui Petit-Breton să atace și să obțină un avans de un minut și să câștige prima cursă Milano–San Remo din istorie. Gerbi a terminat în fața lui Garrigou, supărat, care s-a plâns juriului și a fost ulterior promovat pe locul al doilea. Al patrulea clasat, Luigi Ganna, a sosit treizeci de minute mai târziu. Doar 14 cicliști au terminat cursa.

## Rezultate
| Loc | Ciclist                   | Timp         |
| --- | ------------------------- | ------------ |
| 1   | Lucien Petit-Breton (FRA) | 11h 04' 15"  |
| 2   | Gustave Garrigou (FRA)    | + 35"        |
| 3   | Giovanni Gerbi (ITA)      | s.t.         |
| 4   | Luigi Ganna (ITA)         | + 32' 45"    |
| 5   | Carlo Galetti (ITA)       | + 32' 57"    |
| 6   | Eberardo Pavesi (ITA)     | + 1h 07' 45" |
| 7   | Giovanni Cuniolo (ITA)    | + 1h 36' 45" |
| 8   | Philippe Pautrat (FRA)    | + 1h 53' 45" |
| 9   | Clemente Canepari (ITA)   | + 1h 54' 01" |
| 10  | Amleto Belloni (ITA)      | + 1h 54' 04" |

| Rezultate finale (11–14) | Rezultate finale (11–14)  | Rezultate finale (11–14) | Rezultate finale (11–14) |
| Loc                      | Ciclist                   | Timp                     |                          |
| ------------------------ | ------------------------- | ------------------------ | ------------------------ |
| 11                       | Mario Gaioni (ITA)        | + 2h 08' 45"             |                          |
| 12                       | Giovanni Rossignoli (ITA) | + 2h 39' 45"             |                          |
| 13                       | Guido Rabajoli (ITA)      | + 3h 42' 15""            |                          |
| 14                       | Luigi Rota (ITA)          | a.t.                     |                          |

## Legături externe
- Site web oficial